# Lawang Mandahiliang
Lawang Mandahiliang is een bestuurslaag in het regentschap Tanah Datar van de provincie West-Sumatra, Indonesië. Lawang Mandahiliang telt 4458 inwoners (volkstelling 2010).